# Una proposició modesta
Una proposició modesta per impedir que els nens de persones pobres siguin una càrrega per als seus pares o per al seu país, títol en general abreujat com Una proposició modesta. Aquesta obra és un assaig satíric escrit i publicat per Jonathan Swift el 1729. Swift hi exposa la teoria que els irlandesos pobres podrien veure alleujats els seus problemes econòmics si venguessin els seus fills i filles com a aliment per a senyores i senyors rics. Aquest comerç seria, doncs, beneficiós tant per a les famílies com per al país. La polèmica que va acompanyar Una proposició modesta va propiciar que alguns aristòcrates abaixessin els seus impostos, a fi de no incrementar la fam del país i la penúria econòmica. Tanmateix, molts d'altres lectors la van considerar sobretot una obra de mal gust.
Aquesta llarga hipèrbole sarcàstica esgarrifa per la seva cruesa i manca d'humanitat. L'objectiu principal de Swift era fer una crítica satírica del racionalisme de l'economia moderna i de l'auge de les noves formes de pensament racionalista en detriment dels valors humans tradicionals.
En la literatura anglesa, la frase "una proposició modesta" és ara una al·lusió a aquest estil de sàtira crua i mancada de pietat.

## Argumentari
Swift argumenta la seva proposició i l'exemplifica; detalla fins i tot una llista d'estils de possible preparació culinària dels nens, a més de càlculs que mostren els beneficis financers del seu suggeriment. Utilitza diversos arguments en tot el seu assaig que satiritzen William Petty i l'enginyeria social, popular aleshores entre els seguidors de Francis Bacon. Aquesta sàtira inclou apel·lar a l'autoritat d'"un savi americà, conegut meu, a Londres" i "el famós Psalmanazar, un nadiu de l'illa de Formosa."
Aquest assaig és àmpliament considerat com un dels exemples més grans d'ironia sostinguda en la història de la llengua anglesa. Molt del seu valor de xoc deriva del fet que la primera part de l'assaig descriu els nens captaires famolencs d'Irlanda, de manera que el lector no està preparat per a la solució sorpresa de Swift quan declara:
| «                                        | "Un nen sa d'un any d'edat, ben criat, és un menjar deliciós i nutritiu; es pot fer estofat, rostit, cuit o bullit; i sens dubte es pot cuinar igualment en un fricandó o en un ragú." | » |
| — Jonathan Swift, Una proposició modesta | |   |

## Solucions de població
George Wittkowsky va argumentar que el principal objectiu de Swift en Una proposta modesta no era denunciar les condicions de pobresa i superpoblació a Irlanda, sinó la crítica a alguns tractats de l'època que ideaven una sèrie de plans que ell considerava il·lògics i que suposadament resolien mals socials i econòmics, amb una gran manca d'humanitat. També denuncia les reformes que només consideren les persones com a mercaderia. En la seva obra, Swift usa la "tècnica d'un aritmètic polític" per mostrar la ridiculesa d'aquelles propostes que es basen tan sols en l'estadística.

## Ús modern
Una Proposta Modesta és inclosa dins molts programes de literatura com un exemple de sàtira occidental moderna primerenca. També serveix com una introducció excepcional al concepte i ús argumentatiu de la llengua.